# Azione di Nambu-Goto
L'azione di Nambu-Goto è la più semplice azione invariante in una teoria di stringa bosonica. Essa è il punto di partenza dell'analisi del comportamento di una stringa, utilizzando i principi della meccanica lagrangiana. Come l'azione relativistica di un punto materiale libero è proporzionale al suo tempo proprio così l'azione relativistica per una stringa è proporzionale all'area del "foglio di mondo" (world-sheet). Ovvero le soluzioni delle equazioni classiche per l'azione di una stringa libera sono le superfici dell'universo con area minima.
L'azione di Nambu-Goto prende il nome da fisici giapponesi Yōichirō Nambu e Tetsuo Goto.

## Definizione analitica

### Azione di una particella relativistica
La trattazione fa uso della meccanica lagrangiana e del principio di minima azione. Questo approccio ha il vantaggio di essere facilmente esteso e generalizzato. Per esempio, possiamo scrivere una lagrangiana per una particella relativistica, che sarà valida anche se la particella sta viaggiando quasi alla velocità della luce. Per mantenere l'invarianza di Lorentz, l'azione deve dipendere da quantità che sono le stesse per tutti gli osservatori di Lorentz. La più semplice di queste quantità  è il tempo proprio, indicato con {\displaystyle \tau }, ovvero il tempo misurato da un orologio in un sistema di riferimento solidale con la particella. In accordo con la relativita ristretta si ha che la quantità:
{\displaystyle -(c\,d\tau )^{2}=-ds^{2}=-(c\,dt)^{2}+dx^{2}+dy^{2}+dz^{2},\ }
dove con {\displaystyle c} si è indicata la velocità della luce  e con {\displaystyle d\tau =-ds/c}  è la variazione infinitesime del tempo proprio.  Per un punto materiale non soggetto a forze  l'azione relativistica è data da:
{\displaystyle S=-mc\int ds=-mc^{2}\int d\tau .}
dove con {\displaystyle m} si è indicata la massa inerziale della particella.

### Azione di Nambu-Goto per una stringa bosonica
Proprio come il moto di un punto materiale (zero dimensionale) è descritto dalla sua traiettoria su un diagramma spazio-temporale, così una stringa uni-dimensionale è rappresentato da un foglio-mondo. Tutti i fogli di mondo hanno le dimensioni di una superficie bi-dimensionale e quindi abbiamo bisogno di due parametri per specificare un punto sul foglio; i fisici teorici delle stringhe utilizzare i simboli {\displaystyle \tau } e {\displaystyle \sigma }  per questi parametri. 
Se con d si indica il numero di dimensioni spaziali, noi possiamo rappresentare un punto nello spazio tempo in questo modo:
{\displaystyle x=(x^{0},x^{1},x^{2},\ldots ,x^{d}).}
Descriviamo una stringa utilizzando delle funzioni che mappano una posizione nello spazio dei parametri ({\displaystyle \tau } , {\displaystyle \sigma }) di un punto nello spazio-tempo.  Per ogni valore di {\displaystyle \tau } e di {\displaystyle \sigma }, queste funzioni sono specificate da un unico vettore di tipo spazio-tempo:
{\displaystyle X(\tau ,\sigma )=(X^{0}(\tau ,\sigma ),X^{1}(\tau ,\sigma ),X^{2}(\tau ,\sigma ),\ldots ,X^{d}(\tau ,\sigma )).}
Le funzioni {\displaystyle X^{\mu }(\tau ,\sigma )} determinano la forma del foglio di mondo presa in considerazione.
L'azione di Nambu–Goto è per definizione proporzionale all'area della superficie.
Se {\displaystyle g_{\mu \nu }} è il tensore metrico nello spazio tempo(d+1)-dimensionale. Noi abbiamo che la grandezza:
{\displaystyle g_{ab}=g_{\mu \nu }{\frac {\partial X^{\mu }}{\partial \sigma ^{a}}}{\frac {\partial X^{\nu }}{\partial \sigma ^{b}}}\ }
è il tensore metrico indotto sui fogli di mondo.
L'area {\displaystyle {\mathcal {A}}} sul foglio di mondo è data da:
{\displaystyle \mathrm {d} {\mathcal {A}}=\mathrm {d} ^{2}\Sigma {\sqrt {-g}}}
dove {\displaystyle \mathrm {d} ^{2}\Sigma =\mathrm {d} \sigma \,\mathrm {d} \tau } e {\displaystyle g=\det g_{ab}}
Usando la seguente notazione:
{\displaystyle {\dot {X}}={\frac {\partial X}{\partial \tau }}}
e
{\displaystyle X'={\frac {\partial X}{\partial \sigma }},}
uno può riscrivere il tensore metrico {\displaystyle g_{ab}} in questo modo:
{\displaystyle g_{ab}=\left({\begin{array}{cc}{\dot {X}}^{2}&{\dot {X}}\cdot X'\\X'\cdot {\dot {X}}&X'^{2}\end{array}}\right)\ }
{\displaystyle g={\dot {X}}^{2}X'^{2}-({\dot {X}}\cdot X')^{2}}
e l'azione di Nambu-Goto per una stringa libera risulta essere definita nel seguente modo :
{\displaystyle {\mathcal {S}}=-{\frac {T_{0}}{c}}\int d{\mathcal {A}}=-{\frac {T_{0}}{c}}\int \mathrm {d} ^{2}\Sigma {\sqrt {-g}}=-{\frac {T_{0}}{c}}\int \mathrm {d} ^{2}\Sigma {\sqrt {({\dot {X}}\cdot X')^{2}-({\dot {X}})^{2}(X')^{2}}}.}
dove {\displaystyle T_{0}} è la tensione della stringa e  {\displaystyle c} è la velocità della luce.
In genere i teorici delle stringhe lavorano in "unità naturali", dove {\displaystyle c}  è uguale ad uno, come la costante di Planck {\displaystyle h=1}  e la Costante di gravitazione universale {\displaystyle G=1}. Inoltre, in parte per motivi storici, usano il "parametro di inclinazione" {\displaystyle \alpha '} invece di {\displaystyle T_{0}}. Con queste modifiche, l'azione di Nambu-Goto diventa:
{\displaystyle {\mathcal {S}}=-{\frac {1}{2\pi \alpha '}}\int \mathrm {d} ^{2}\Sigma {\sqrt {({\dot {X}}\cdot X')^{2}-({\dot {X}})^{2}(X')^{2}}}.}
Queste due forme sono, ovviamente, del tutto equivalenti: scegliere l'una o l'altra è una questione di convenzioni e di convenienza.
In genere, l'azione di Nambu-Goto non è l'azione fondamentale per i fisici in quanto preferiscono utilizzare l'azione di Poljakov che è classicamente equivalente alla azione Nambu-Goto, ma è più conveniente per la formulazione quantistica. È tuttavia possibile lo sviluppo di una teoria quantistica delle stringhe partendo dall'azione di Nambu-Goto.

## Azione di Poljakov
L'azione di Poljakov è un'azione bidimensionale che descrive il worldsheet (foglio di mondo) di una stringa in modo diverso ma equivalente rispetto all'azione di Nambu-Goto. È stata introdotta da S. Deser e B. Zumino, e indipendentemente da L. Brink, P Di Vecchia e P.S. Howe ed è successivamente stata associata ad Aleksandr Poljakov quando ne ha fatto uso per la quantizzazione delle stringhe. L'azione è descritta dalla seguente formula:
{\displaystyle {\mathcal {S}}={\frac {T}{2}}\int {{\text{d}}^{\text{2}}\sigma {\sqrt {-h}}\,h^{ab}g_{\mu \nu }(X)\partial _{a}X^{\mu }\left(\sigma \right)\partial _{b}X^{\nu }\left(\sigma \right)},}
dove {\displaystyle T} è la tensione propria della stringa, {\displaystyle {g_{\mu \nu }}} è la metrica della cosiddetta varietà "bersaglio" (lo spazio dove vive e si muove la stringa) e {\displaystyle h^{ab}} è la metrica della superficie di mondo della stringa mentre {\displaystyle h} è il suo determinante. Una convenzione è quella di assegnare segno positivo alla direzione temporale e segno negativo a quella spaziale; così la coordinata spaziale è chiamata {\displaystyle \sigma }, mentre le coordinate temporali sono definite con {\displaystyle \tau }. Questo è anche conosciuto come modello sigma non lineare.

### Testi divulgativi
- Particelle,stringhe e altro di Warren Siegel, Di Renzo Editore (2008), ISBN 88-8323-204-6.
- L'Universo Elegante di Brian Greene, Einaudi (2000), ISBN 88-06-15523-7.
- La Trama del Cosmo di Brian Greene, Einaudi (2004), ISBN 88-06-18091-6
- La Materia-Specchio di Robert Foot, Macro Edizioni (2005) ISBN 88-7507-448-8
- Un Universo Diverso di Robert Laughlin, Codice Edizioni (2006) ISBN 88-7578-033-1
- Il Giardino delle Particelle di Gordon Kane, Tea Edizioni (1997) ISBN 88-502-0125-7
- Il Paesaggio Cosmico: Dalla teoria delle stringhe al megaverso di Leonard Susskind, Adelphi (2006), ISBN 88-459-2153-0
- Neanche sbagliata. Il fallimento della teoria delle stringhe e la corsa all'unificazione delle leggi della fisica. di Peter Woit, Codice Edizioni, (2007) ISBN 88-7578-072-2
- Rischiare con Dio (dopo Einstein) di Antonino Palumbo, Edizioni Scientifiche Italiane, (2006), ISBN 88-495-1257-0
- L'Unificazione della Conoscenza di Antonino Palumbo, Edizioni Scientifiche Italiane, (2008), ISBN 978-88-495-1745-3

### Manuali
- Michael Green, John Schwarz and Edward Witten, Superstring theory, Cambridge University Press (1987). Il libro di testo originale.
  - Vol. 1: Introduction, ISBN 0-521-35752-7.
  - Vol. 2: Loop amplitudes, anomalies and phenomenology, ISBN 0-521-35753-5.
- Johnson, Clifford, D-branes, Cambridge University Press (2003). ISBN 0-521-80912-6.
- Joseph Polchinski, String Theory, Cambridge University Press (1998). Un testo moderno.
  - Vol. 1: An introduction to the bosonic string, ISBN 0-521-63303-6.
  - Vol. 2: Superstring theory and beyond, ISBN 0-521-63304-4.
- Zwiebach, Barton.  A First Course in String Theory.  Cambridge University Press (2004).  ISBN 0-521-83143-1.  Sono disponibili correzioni  online.